# Пинбол 1973
«Пинбо́л 1973» (яп. 1973年のピンボール Сэн-кю:хяку-нанадзю:-сан-нэн-но пинбо:ру) — второй роман японского писателя Харуки Мураками в цикле «Трилогия Крысы». Написан в 1980 году.

## Сюжет
24-летний житель крупного японского города служит с напарником в переводческой конторе. Но затем его соратник — Крыса — решился на отъезд из мегаполиса. Протагонист романа продолжительное время жил один, и тут в его квартире поселяются близняшки. Его страстное увлечение — пинбол. Герой отправляется на поиски уже считающейся антиквариатом машины «Ракета», которую, в конце концов, отыскал у коллекционера пинбольных автоматов на заброшенной птицефабрике.

## Отзывы критики и читателей
В Японии роман был номинирован на получение литературных премий имени Акутагавы и имени Номы.
Евгений Белжеларский в журнале «Итоги» писал, что ранние работы Мураками «вовсе никуда не годятся» и «выпущены вдогонку хитам, чтобы поддержать тренд»:
«Пинбол 1973», например, ни в какое сравнение не шёл ни с нашумевшей «Охотой на овец», ни даже с чуть более рутинным «Дэнс, дэнс, дэнс».
Сам Мураками также сказал в интервью, что «Слушай песню ветра» и «Пинбол 1973» и были для него «этюдами, пробой пера». И после успеха «Пинбола 1973» Мураками решил продать джаз-бар, которым он владел до этого 7 лет, и заняться только литературным творчеством.
Михаил Эдельштейн считает, что «в первых романах „Трилогии Крысы“ так и вообще всё абсолютно прозрачно, если, конечно, не принимать за загадочность композиционные просчёты начинающего писателя».
Александр Чанцев отмечает в произведениях Мураками «соединение экзотического и космополитического», которое и захватывает читателей: 
Простые читатели и даже мои знакомые литературные критики просто признаются в любви к Мураками, объясняя своё чувство чаще всего тем, как здорово написал Мураками про уши героини «Охоты на овец» или про двойняшек в романе «Пинбол 1973»
Роман переведён на многие языки, в том числе на английский (переводчик Alfred Birnbaum) и русский (переводчик — Вадим Смоленский), переиздавался многотысячными тиражами.